# كيم دونغ-جين
كيم دونغ-جين (الكورية: 김동진) هو لاعب كرة قدم كوري جنوبي في مركز الدفاع، ولد في 28 ديسمبر 1992 في كوريا الجنوبية. شارك مع منتخب كوريا الجنوبية تحت 17 سنة لكرة القدم. أما مع النوادي، فقد لعب مع نادي دايجو.

## وصلات خارجية
- كيم دونغ-جين على موقع دوري كوريا الجنوبية (الإنجليزية)
- كيم دونغ-جين على موقع قاعدة بيانات كرة القدم.إي يو (الإنجليزية)
- كيم دونغ-جين على موقع Soccerway.com (الإنجليزية)